# Feldflieger-Abteilung 38
Feldflieger-Abteilung Nr. 38 – FFA 38 (Polowy oddział lotniczy nr 38) – jednostka obserwacyjna i rozpoznawcza lotnictwa niemieckiego Luftstreitkräfte z początkowego okresu I wojny światowej.

## Informacje ogólne
Jednostka została utworzona w drugim miesiącu I wojny światowej, w dniu 31 sierpnia 1914 roku w Festtungsfliegerabteilung 3 i weszła w skład większej jednostki 1 Kompanii Batalionu Lotniczego nr 3 w Kolonii. Jednostka uczestniczyła w walkach na froncie zachodnim.
15 stycznia 1917 roku jednostka została przeformowana i zmieniona we Fliegerabteilung 283 (Artillerie) – (FA A 283).
W jednostce służyli m.in. August Hanko.

## Dowódcy eskadry
| Stopień | Nazwisko               | Okres |
| ------- | ---------------------- | ----- |
| kapitan | Albert Mühlig-Hoffmann | 1916  |